# 2012년 라마섬 선박 충돌 사고
2012년 라마 섬 선박 충돌 사고는 현지 시각으로 2012년 10월 1일 오후 8시 20분 무렵, 홍콩의 남서쪽에 있는 라마섬 부근 해상에서 선박 간 발생한 충돌 사고이다. 이 사고는 홍콩 반환 이후 가장 큰 해상 참사이며, 1996년 11월 당시 41명의 사망자를 발생시킨 갈레이 빌딩 화재 사건이 일어난 뒤 홍콩의 역사상 가장 많은 사상자가 발생한 사고이기도 하다.

## 개요

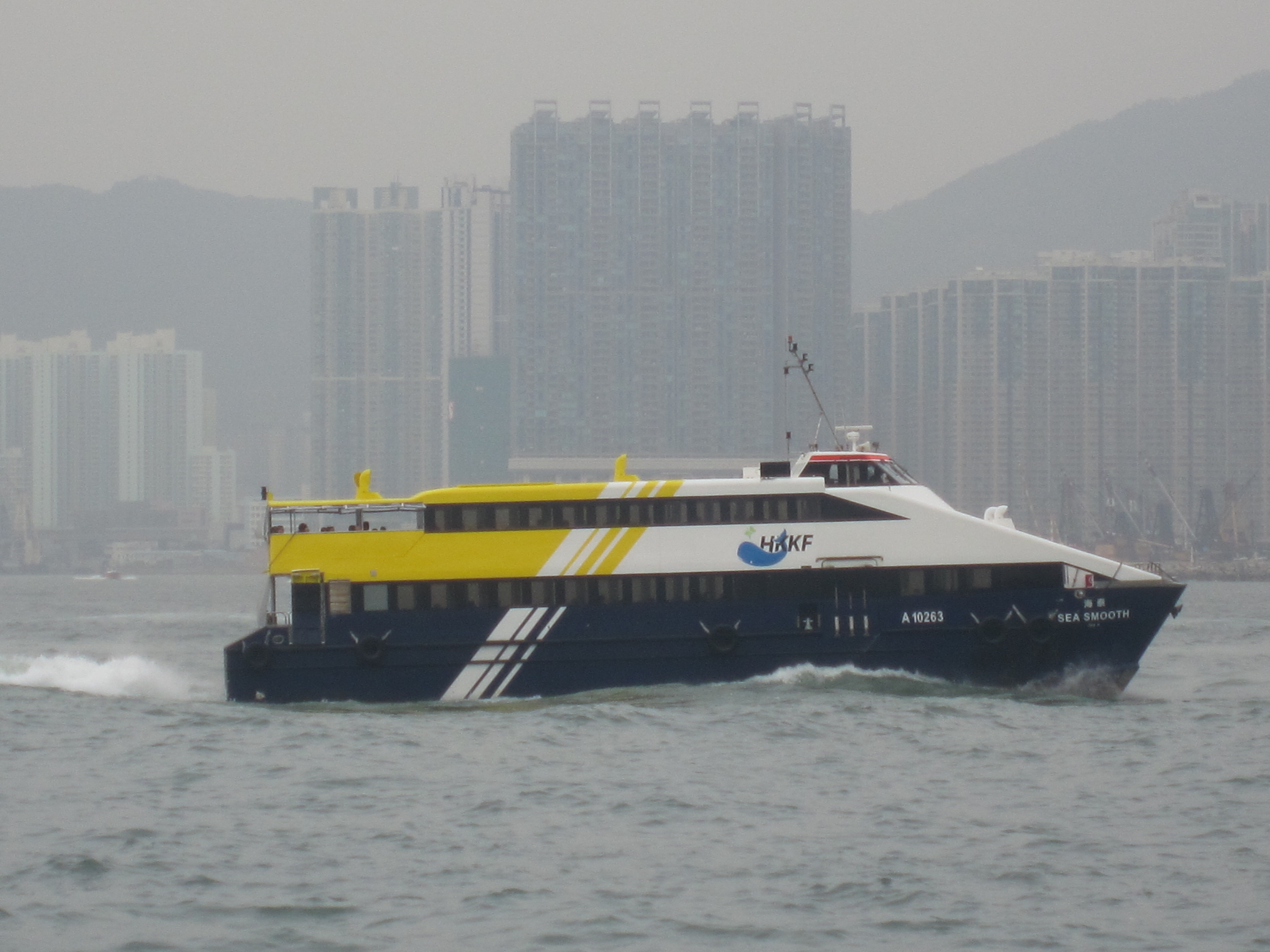
海泰號 (2010년 촬영)

사고가 발생한 날은 중화인민공화국의 건국 기념일인 중화인민공화국 국경절로써, 중추절(mid-autumn festival)과 겹쳐 1주일 간 주어지는 휴일의 시작일이었다. 전세 관광선인 라마4호(南丫四號 ; Liama IV)에는 전능실업유한공사(電能實業有限公司 ; Power Assets Holdings Ltd.)의 자회사인 홍콩전력(Hongkong Electric Company) 직원과 그 가족 등 124명이 탑승하고 있었다. 라마4호는 라마섬의 시설을 견학한 후, 빅토리아항에서 펼쳐지는 불꽃놀이를 관람하기 위해 밤 8시 10분쯤 라마섬을 떠나 빅토리아항으로 운항 중에 있었다. 10분 후 밤 8시 20분쯤, 빅토리아항을 떠나 라마섬에 도착할 예정으로 홍콩구룡페리(Hong Kong & Kowloon Ferry) 소속의 정기 운항선인 海泰號가 라마 섬에 접근하던 중 라마4호의 측면과 충돌하였다. 밤 8시 23분쯤부터 매우 빠른 속도로 라마4호의 선체 앞부분이 위로 들리고 뒷부분이 물에 잠기기 시작하면서, 121명의 승객과 3명의 승무원이 바다에 빠졌다. 이 사고로 92명의 사상자가 발생했으며, 그 중에서 39명이 사망하였다. 海泰號 역시 선체 일부가 파손되었으나 라마섬까지 그대로 운항하였다.

## 사고 원인
두 선박에는 야간 전조등이 있어 명확히 앞을 볼 수 있었고 매우 정교한 항로 통제가 이루어져 있었음에도 두 선박이 충돌한 이유에 대해 명확히 설명하지 못하는 등 이해할 수 없는 인적 실수의 사고로 보고 있다. 사망자가 많이 발생한 이유 중 하나로, 海泰號의 선장이 배가 침몰될지도 모른다는 우려가 들자, 침몰 중인 라마4호 승객들을 구호하지 않은 채 그대로 항구로 가버린 것이 지적되고 있다. 실제로 많은 부상자들이 치료 도중 사망을 하였다.

## 같이 보기
- 코스타 콘코르디아 침몰 사고
- 두라 3호 침몰 사고